# Dai-gensui
Dai-gensui (大元帥) era el rango más alto en la Armada Imperial Japonesa y el Ejército Imperial Japonés desde 1870 hasta 1945. Dicho rango era ostentado únicamente por el Emperador como comandante supremo de las Fuerzas Armadas Imperiales.
Equivalente a un rango de seis estrellas (OF-11), es similar al de Generalísimo o General de los Ejércitos, y al de Almirante de la Armada o Almirantísimo. El rango menor era el de Gensui.

## Distinción
Las insignias eran idénticas a las de almirante y general, con la adición del emblema de la flor de crisantemo.

## Dai-gensuis
| Emperador | Tiempo en el cargo   | Notas                                                                                          |
| --------- | -------------------- | ---------------------------------------------------------------------------------------------- |
| Mutsuhito | 1872-1873; 1889-1912 |                                                                                                |
| Yoshihito | 1912-1926            |                                                                                                |
| Hirohito  | 1926-1945            | Se mantuvo en el rango hasta el 15 de agosto de 1945, cuando el Japón se rindió a los Aliados. |